# Takkusensaari
Takkusensaari är en ö i Finland. Den ligger i Kalajoki älv och i kommunen Alavieska i den ekonomiska regionen  Ylivieska ekonomiska region  och landskapet Norra Österbotten, i den centrala delen av landet, 400 km norr om huvudstaden Helsingfors. Öns area är 0,2 hektar och dess största längd är 130 meter i sydöst-nordvästlig riktning.